# 馬拉加歐雅魚
馬拉加歐雅魚（學名：Squalius malacitanus）為輻鰭魚綱鯉形目雅羅魚科的其中一種，被IUCN列為瀕危保育類動物，分布於歐洲西班牙的瓜達爾米納河、瓜達薩河和瓜迪亞羅河流域，本魚體細長，頭大於身體的最大深度，眶前距離比眼睛的直徑短，身體是銀色，背部顏色稍深，鱗片基部有一個大黑點，背鰭硬棘2-3枚、背鰭軟條7-9枚、臀鰭硬棘2-3枚、臀鰭軟條7-8枚，體長可達7.6公分，棲息在水質清澈、礫石底質的溪流，生活習性不明。